# Ophiolepis pacifica
Ophiolepis pacifica is een slangster uit de familie Ophiolepididae.
De wetenschappelijke naam van de soort werd in 1856 gepubliceerd door Christian Frederik Lütken.